# بورغا-كاش
بورغا-كاش (بالإنغوشية:Бо́ргӏа-Каш؛ تعني "ضريح بورجان") - أحد أقدم المعالم الأثرية الإسلامية المحفوظة في شمال القوقاز والأقدم في إنغوشيا، تقع على المشارف الشمالية الغربية لمستوطنة بليفو الريفية الحديثة في مقاطعة نازران في إنغوشيا، على الضفة اليسرى المتحدرة لنهر سونزا.
الضريح عبارة عن مبنى حجري أبيض طوله 5.5 متر وعرضه 4 أمتار وارتفاعه 3.2 متر، وله قاعدة مستطيلة وقبة نصف دائرية على جانبها الجنوبي يوجد قوس مدبب يتوج مدخلًا منخفضًا، يتكون من ثلاث لوحات عليها نقوش عربية. يُذكر أن الضريح بني عام 808 هـ (الموافق 29 يونيو 1405 - 17 يونيو 1406) لدفن "بيك سلطان، ابن خداداد".
يُعد بورغا-كاش نصب تاريخي وثقافي له أهمية في عموم روسيا ويخضع لحماية الدولة. بناءً على الاسم، يربط العلماء النصب مع المجموعة الإثنوغرافية لبورغان.

## وصلات خارجية
- لغز-ضريح-بروغا-كاش
- مشاهد من بورغا كاش